# 回补反应
回补反应（英語：Anaplerotic reactions，也称补给反应或添补反应）是指形成代谢途径中间产物的反应。这样的例子可以是三羧酸循环。在该循环为呼吸作用而行使正常作用时，三羧酸循环的中间产物量会保持恒定；然而许多生物合成反应也会使用这些分子作为底物。补给的作用就是将那些为生物合成而被抽出的中间产物补充回来。
三羧酸循环是新陈代谢的中心，在能量产生和生物合成中都起着关键作用。因此，调节线粒体中三羧酸循环的代谢产物对细胞来说就显得非常重要。补给流必须与抽出流相平衡，以保持细胞代谢的稳态。

## 补给代谢反应
有四大反应被归类为回补反应，然而自丙酮酸产生草酰乙酸的反应可能在生理上来说是最重要的。
| 自             | 到          | 反应                                                                                | 注释 |
| 丙酮酸         | 草酰乙酸    | 丙酮酸 + 碳酸氢盐 + ATP {\displaystyle \longrightarrow } 草酰乙酸 + ADP + 磷酸 + 水 | 该反应由丙酮酸羧化酶所催化，该酶可被乙酰辅酶A所激活，而后者的增多表明缺乏草酰乙酸。这个过程发生在动物的线粒体中。丙酮酸也可以被转变为苹果酸，这也是三羧酸循环中的一种中间产物。 |
| 天冬氨酸       | 草酰乙酸    | -                                                                                   | 这是一个自天冬氨酸形成草酰乙酸的可逆转氨基反应，此反应在天冬氨酸氨基转移酶的帮助下进行。                                                                                        |
| 谷氨酸         | α-酮戊二酸  | 谷氨酸 + NAD+ + 水 {\displaystyle \longrightarrow } 氨 + α-酮戊二酸 + NADH + 氢离子 | 这步反应由谷氨酸脱氢酶所催化。 |
| 脂肪酸的β-氧化 | 琥珀酰辅酶A | -                                                                                   | 当奇数碳链脂肪酸被氧化时，每个脂肪酸就会产生一分子的丙酰辅酶A，最后由甲基丙二酰辅酶A变位酶变为琥珀酰辅酶A。                                                                     |

苹果酸在胞质溶胶中由磷酸烯醇丙酮酸羧激酶和苹果酸脱氢酶产生。在线粒体基质中，苹果酸可被用于产生丙酮酸（由苹果酸酶所催化）或草酰乙酸，他们都会进入三羧酸循环。

## 补给代谢疾病
缺乏丙酮酸羧化酶是一种使补给作用大大减少的遗传性代谢紊乱。其他回补反应底物例如包含三庚酸甘油酯在内的奇数碳脂肪酸甘油三酸酯可被用来治疗此反应。